# هوندا سی‌بی۳۵۰
هوندا سی‌بی۳۵۰ (به انگلیسی: Honda CB350) یک موتور سیکلت چهارزمانه و دوسیلندر که توسط کمپانی هوندا برای سال‌های ۱۹۶۸ تا ۱۹۷۳ تولید می‌شد. با موتور مطمئن و کاربراتورهای دوگانه، به یکی از پرفروش‌ترین مدل‌های هوندا تبدیل شد. بیش از ۲۵۰٫۰۰۰ دستگاه در پنج سال فروخته شد که تنها در سال ۱۹۷۲ تعداد ۶۷٫۱۸۰ دستگاه فروخته شد. این موتورسیکلت در طول دوره تولید خود با تغییرات زیبایی و بهبود در سیستم تعلیق و ترمزها تکامل یافت.
- در سال ۱۹۷۴ هوندا سی‌بی۳۶۰ دوسیلندر جایگزین این موتورسیکلت شد اما تنها برای دو سال در دسترس بود. نکته: موتورسیکلت چهار سیلندر سی‌بی۳۵۰اف که در سال ۱۹۷۲ معرفی شد، یک مدل کاملاً متفاوت بود.
- در سال ۲۰۲۰ هوندا سی‌بی۳۵۰ در هند عرضه شد.[۴]

## نسل جدید
در ۳۰ سپتامبر ۲۰۲۰، هوندا سی‌بی۳۵۰ جدید را با موتور جدید، طرح‌های جدید و رینگ‌های آلیاژی جدید در هند از طریق نمایندگی‌های منتخب هوندا عرضه کرد. تحویل این موتورسیکلت از ۱۷ اکتبر ۲۰۲۰ آغاز شد. همچنین دارای چراغ‌های جلوی گرد ال‌ئی‌دی، دو شاخ، چراغ‌های عقب ال‌ئی‌دی، اتصال بلوتوث و سوئیچ چراغ خطر بود. آن را با دو نوع ارائه شد: DLX و DLX Pro. انواع این مدل بعداً در بریتانیا، استرالیا و ژاپن عرضه شد. در ۱۶ نوامبر ۲۰۲۰، هوندا سی‌بی۳۵۰ از ۱۰۰۰ تحویل فراتر رفت.